# Sede do BankBoston

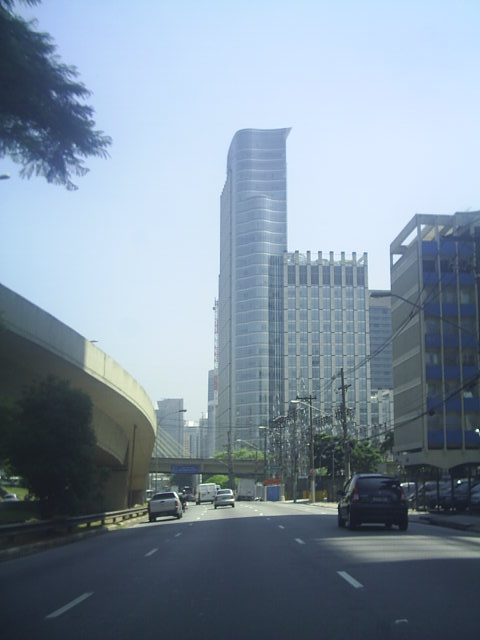
Sede do BankBoston

Sede do BankBoston (auch Edifíco Itaú Bank, Itaú Fidélite Marginal Pinheiros) ist ein Hochhaus in São Paulo, Brasilien. 

## Daten
Die Höhe des Bürogebäudes beträgt 145 m. Fertiggestellt wurde das Gebäude im Jahr 2002. Es besitzt 5 Tiefetagen mit einem Parkhaus und einen Hubschrauberlandeplatz auf dem Dach. Auf 40.000 m² Nutzfläche befinden sich außer den Büros noch Einzelhandelsgeschäfte.
Seit 2009 ist das Hochhaus der Nestlé-Hauptsitz in Brasilien. 2006 wurde nach dem Kauf des Gebäudes durch die Itaú Fidélité (Bank) das 11 Meter hohe Bostonbank-Logo entfernt.